# Ignacio Manuel Altamirano

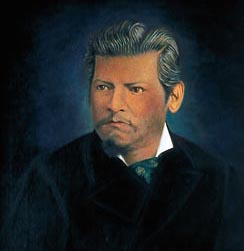
Ignacio Manuel Altamirano

Ignacio Manuel Altamirano (Tixtla, 13 november 1834 - San Remo, 13 februari 1893) was een Mexicaans schrijver en politicus.
Altamirano was een volbloed Nahua-indiaan uit de staat Guerrero, en leerde pas op zijn veertiende Spaans. Toen zijn vader burgemeester werd van zijn geboorteplaats Tixtla, kreeg Altamirano de mogelijkheid te studeren. Hij kreeg een beurs van Ignacio Ramírez die zijn docent werd en ging studeren in Toluca.
Tijdens de Revolutie van Ayutla koos Altamirano de zijde van de liberalen tegen de dictator Antonio López de Santa Anna, en hij stond ook tijdens de Hervormingsoorlog aan liberale zijde. In 1861 werd hij voor de eerste van drie periodes in de Kamer van Afgevaardigden gekozen. Bij de Franse Interventie in Mexico sluit hij zich aan bij het Mexicaanse leger om de Fransen en monarchisten te bevechten. Hij klom op tot kolonel, en nam deel aan het beleg van Querétaro in 1867, waar de definitieve liberale overwinning werd behaald.
Vervolgens werd hij docent aan verschillende universiteiten, en droeg hij bij aan meerdere kranten en literaire tijdschriften. Altamirano zette zich als politicus vooral in voor het invoeren van seculier, universeel en gratis onderwijs en richtte met dat doel meerdere scholen en universiteiten op, waaronder het Liceo de Puebla en de Escuela Normal de Profesores de México. In deze tijd schreef hij ook de meeste van zijn romans, die sterk beïnvloed zijn door het Europese romanticisme. Wel gaf hij zijn romans een sterk Mexicaans karakter en hoopte hij door middel van literatuur de vorming van de Mexicaanse natiestaat te bevorderen. Hij noemde zijn genre dan ook de nationalistische roman.
In zijn latere jaren vervulde hij voor Mexico verschillende diplomatieke functies in Europa. Hij overleed in 1893 in Italië. Hij ligt begraven in de 'Rotonde van Illustere Mannen' in het Panteón de Dolores.